# Ophisops beddomei
Espèce
Synonymes
- Pseudophiops beddomei Jerdon, 1870
- Pseudophiops monticola Beddome, 1870

Statut de conservation UICN

 LC  : Préoccupation mineure
Ophisops beddomei est une espèce de sauriens de la famille des Lacertidae.

## Répartition
Cette espèce est endémique d'Inde. Elle se rencontre au Tamil Nadu, au Karnataka, à Goa et au Maharashtra.

## Étymologie
Cette espèce est nommée en l'honneur de Richard Henry Beddome.

## Publications originales
- Jerdon, 1870 : Notes on Indian Herpetology. Proceedings of the Asiatic Society of Bengal, vol. 1870, p. 66-85 (texte intégral).